# 武蔵野鉄道デキカ20形電気機関車
武蔵野鉄道デキカ20形電気機関車（むさしのてつどうデキカ20がたでんききかんしゃ）は、西武鉄道の前身事業者である武蔵野鉄道が、1927年（昭和2年）に新製した電気機関車である。
形式称号の「デキカ」とは、電気機関車（デンキキカンシャ）を表す、武蔵野鉄道における電気機関車専用の車両記号である。

## 概要
武蔵野鉄道は池袋 - 所沢間の電化完成に際して、1923年（大正12年）にデキカ11形電気機関車を3両導入し、電化以前より保有した蒸気機関車と併用する形で貨物輸送に充当したが、電化区間延伸に伴って貨物輸送を全面的に電気機関車牽引に改めることとなり、1927年（昭和2年）3月にデキカ20形電気機関車（以下「本形式」）21・22の2両を新製・導入した。
本形式は先行して導入されたデキカ11形と同様に動軸を4軸備える「D形電機」で、車体の前後に前方へ張り出した機械室を備える、いわゆる凸形の車体を備えるが、本形式においては大半の主要機器を車体側に搭載することによって、前後の張り出しがデキカ11形と比較して小さくなり、箱型に近い車体形状に改められた点が異なる。またデキカ11形がアメリカ・ウェスティングハウス・エレクトリック (WH) 社において新製された33t級の輸入機であったのに対し、本形式は川崎造船所（現・川崎重工業）において新製された40t級の純国産機であった。その他、デキカ11形と比較して主電動機出力が強化され、架線電圧1,200V・主電動機端子電圧600V時における1両あたりの定格出力はデキカ11形の298kW (≒400HP) に対して本形式は448kW (≒600HP) と約1.5倍の出力特性を備える。
なお、本形式は製造元である川崎造船所の設計による40t級標準型電気機関車の一形式であり、本形式と同時期に川崎造船所において新製された同形の電気機関車として、小田原急行電鉄（現・小田急電鉄）が発注したデキ1010形、上田温泉電軌（後の上田交通）が発注したデロ300形の2形式が存在する。
戦後の武蔵野鉄道と（旧）西武鉄道の合併に伴う（現）西武鉄道成立後に実施された幾度かの改番を経て、最終的に本形式はE21形E21・E22と改称・改番されて1978年（昭和53年）まで運用され、（現）西武鉄道成立以前に新製されたいわゆる「社形車両」としては最後まで西武鉄道に在籍した形式となった。

## 車体
全長10,084mmの台枠上に、車体本体および車体前後に小さく張り出した機械室を備える、リベットによる組立方式を多用した凸形の全鋼製構体を有する。前後妻面には屋根部を延長する形で設けられた庇と4枚の前面窓を備え、乗務員扉は各妻面に設置されたが、武蔵野鉄道における標準仕様に則って運転台が進行方向右側に設置されていることから、前述した共通設計を備える他事業者向け2形式とは異なり、乗務員扉が前面向かって右側に設置されている点が本形式の特徴である。側面は乗務員用窓が前後各1箇所、その中間に車体側機械室用採光窓が3箇所、計5枚の窓が設置され、機械室用採光窓の下部には機器室通風口が3箇所設けられている。
車体前後の機械室には主抵抗器が収められ、上面に放熱口が設けられているほか、前端部には空転対策として用いられる砂を収納する砂箱が設置され、機械室前端に各2箇所、砂補充口の蓋が設けられた。その他の主要機器については、床下に搭載された元空気溜めを除く全ての機器を車体側機器室に搭載し、飯能寄りから高圧機器・補助機器の順に配置した。
前照灯は取付型の白熱灯式で、妻面庇下部の向かって中央部に1灯設置され、後部標識灯は台枠上に左右各1灯ずつ設置された。

## 主要機器

### 制御装置
電空単位スイッチ式手動加速仕様の制御装置を採用し、主電動機を4基直列で接続する直列ノッチ・2基直列2群で接続する並列ノッチの直並列2段組合せによる速度制御を行う。デキカ11形とは異なり、弱め界磁制御器は装備していない。

### 主電動機
川崎造船所製の直流直巻電動機K7-1903を1両あたり4基、全軸に搭載する。落成当時の架線電圧1,200V規格における、端子電圧600V時の一時間定格出力は112kW (150HP) であったが、戦後の架線電圧1,500V昇圧後における、端子電圧750V時の一時間定格出力は142kWに向上し、定格牽引力は5,359kgf、定格速度は31.0km/hとなった。駆動方式は1段歯車減速吊り掛け式、歯車比は3.89 (70:18) である。

### 台車
棒鋼組立型のスイングボルスター式2軸ボギー台車を装着する。固定軸間距離は2,200mm、車輪径は965mmである。

### 制動装置
EL-14A自動空気ブレーキを採用、各運転台には編成全体に作用させる自動ブレーキ弁（自弁）と機関車のみに作用させる単独ブレーキ弁（単弁）の2組の制動弁を備え、その他手用制動を併設する。

### 補助機器類
集電装置は菱形パンタグラフを1両あたり2基搭載する。
電動発電機 (MG) および電動空気圧縮機 (CP) は旅客用電車と共通機種を採用、車体側機械室に各1基搭載する。
連結器は前後とも並形自動連結器を採用した。

## 運用
本形式の導入により蒸気機関車は全車とも運用を離脱し、武蔵野鉄道は旅客列車に続いて貨物列車についても無煙化を達成した。以降、デキカ11形3両と本形式2両の計5両の電気機関車によって貨物輸送を行った。なお、竣功当時2基仕様であったパンタグラフについては、後年1基搭載仕様に改められ、同時にパンタグラフ台座を車体中央部へ移設した。
1945年（昭和20年）9月の武蔵野鉄道と（旧）西武鉄道の合併に伴う（現）西武鉄道成立に際して、本形式は「デキカ」の車両記号を廃して20形21・22と改称された。さらに後年21形21・22への改称を経て、1961年（昭和36年）12月に西武鉄道が保有する電気機関車全形式を対象として形式称号の頭に「E」を冠するよう一斉改番が実施され、本形式もE21形E21・E22と改称・改番された。
その後、越後交通長岡線の架線電圧1,500V昇圧工事に際して、同社に在籍する電気機関車の昇圧改造が完了するまでの車両不足を補充するため本形式2両が越後交通へ貸与され、1969年（昭和44年）9月に返却されるまで同社長岡線で運用された。
越後交通への貸出期間を除くと、竣功以来武蔵野鉄道本線→西武池袋線を離れることなく運用された本形式であるが、経年による老朽化の進行に伴って、1973年（昭和48年）9月にE21が、1978年（昭和53年）3月にE22がそれぞれ廃車となり、形式消滅した。また本形式の形式消滅をもって、（現）西武鉄道の成立以前より在籍した車両は全廃となった。除籍後は2両とも解体処分され、現存しない。